# Vacuna de subunidades

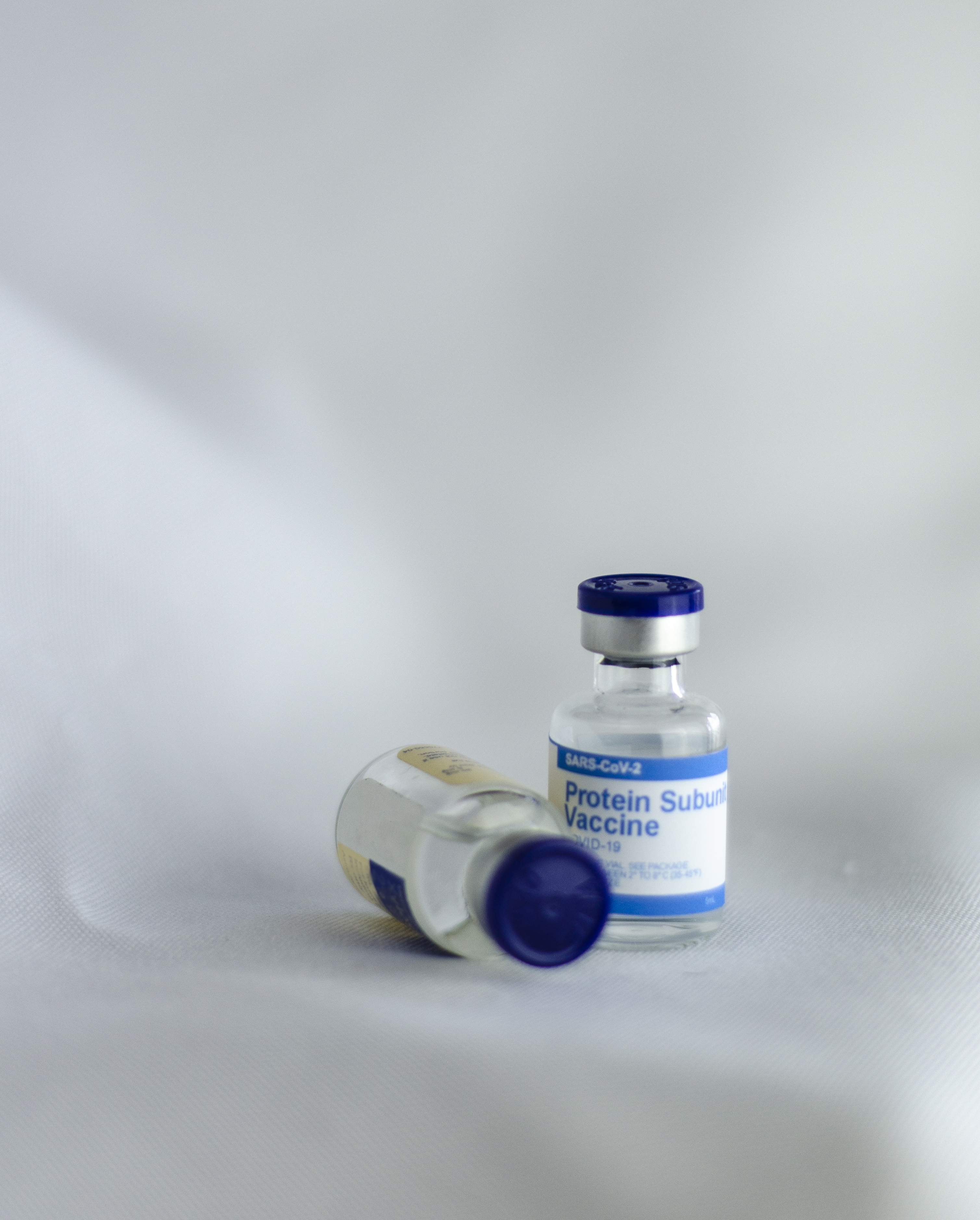
Vacuna de subunidad proteica para el COVID-19

Las vacunas de subunidades son vacunas de nueva generación diseñadas a partir de componentes de virus o bacterias, las cuales desencadenan la respuesta inmunitaria al individuo al que se le administra. Es un método sencillo y práctico para inmunizar a los individuos sin peligro tanto de padecer la enfermedad como de tener efectos adversos debido a la presencia sólo de los antígenos específicos, rechazando así los otros componentes que pueden ser patógenos. Se suelen utilizar para aquellos agentes infecciosos que no se pueden mantener en cultivos como el virus de la influenza o de la hepatitis B.

## Elaboración
La obtención de las vacunas de subunidades se basa en la identificación de las proteínas del agente infeccioso deseado que son capaces de inducir la respuesta inmunitaria de una manera similar a como lo haría el agente infeccioso completo, o bien, en la identificación de proteínas que carecen de interés inmunológico y replicativo. Las vacunas de subunidades pueden contener de 1 a 20 antígenos o más.
Estas proteínas se obtienen a partir de un proceso de ingeniería genética donde los genes que codifican para estas proteínas se seleccionan para poder clonar y expresar en huéspedes alternativos tales como bacterias (Escherichia coli), levaduras (Saccharomyces Cerevisiae) o Baculovirus. Los vectores de expresión más utilizados son las bacterias, fundamentalmente E. Coli, las levaduras y, sobre todo, los Baculovirus, por su gran capacidad de expresión. Las bacterias suelen presentar problemas para la glicosilación adecuadamente los polipéptidos producidos, por lo que normalmente las proteínas obtenidas presentan una menor capacidad inmunogénica.
Se pueden obtener vacunas de subunidades de dos maneras diferentes:
- Se puede hacer crecer el microorganismo en el laboratorio para, posteriormente, romperlo químicamente y recoger los antígenos importantes.
- Se pueden sintetizar las moléculas antigénicas del microorganismo utilizando técnicas de ADN recombinante. Las vacunas producidas por este método se denominan vacunas de subunidades recombinantes.

## Tipos de vacunas
- Vacunas de toxoides

Su antígeno es una toxina producida por un microorganismo que se detoxifica para evitar su poder patógeno, conservando sin embargo, su capacidad inmunógena. También llamadas vacunas acelulares. Muchas bacterias producen toxinas proteicas que son responsables de gran parte de la patogénesis en la infección, así en estos casos las toxinas bacterianas pueden ser utilizadas como vacunas. Las exotoxinas bacterianas cuando se someten a calor pierden su capacidad toxicogènica pero no su antigenicidad.
- Vacunas de polisacáridos de la cápsula bacteriana

Se han obtenido a partir de componentes de bacterias, generalmente polisacáridos capsulares aislados o conjugados con una proteína transportadora que aumenta su inmunogenicidad. Muchas bacterias patógenas poseen una cápsula de naturaleza polisacárida que constituye un importante factor de virulencia. En la mayoría de las infecciones causadas por este tipo de bacteria los anticuerpos dirigidos contra los polisacáridos capsulares resultan protectores, por lo tanto los hace buenos candidatos a vacunas. Estos polisacáridos están constituidos por muchas unidades repetidas que varían entre las especies y subtipos antigénicos dentro de una misma especie. El polisacárido sintetizado por la bacteria durante su crecimiento puede ser concentrado a partir de medio de cultivo. La dificultad principal con este tipo de vacunas radica en que los polisacáridos son antígenos independientes de Linfocito T, no son capaces de inducir memoria inmunológica en adultos y son muy pobres en inmunógenos para los niños pequeños. Este inconveniente puede superarse conjugando los polisacáridos de interés a una proteína transportadora. De esta manera los epítopos polisacarídica podrán ser reconocidos en un contexto de Linfocito T e inducir memoria.
- Vacunas inactivadas

Las vacunas inactivadas utilizan la versión muerta del germen que causa una enfermedad.
Las vacunas inactivadas no suelen proporcionar una inmunidad (protección) tan fuerte como las vacunas vivas. Es posible que necesite varias dosis con el tiempo (vacunas de refuerzo) para tener inmunidad continua contra las enfermedades.
Las vacunas inactivadas se utilizan para proteger contra:
Hepatitis A
Gripe (solo vacuna inyectable)
Polio (solo vacuna inyectable)
Rabia
- Vacunas de glicoproteínas o polisacáridos de la envoltura de la cápside vírica

- Vacunas de membrana

## Ventajas
Las vacunas de subunidades son más estables, la composición de una vacuna de subunidades es claramente definida, lo que nos supone una ventaja significativa en términos de seguridad. Al utilizar sólo una parte del microorganismo infeccioso para crear una respuesta inmunitaria protectora, no pueden replicarse en el huésped y no hay riesgo de patogenicidad, esto también nos supone la minimización de los efectos secundarios, ya que son menos inmunógenos porque no provocan las reacciones derivadas de algunos constituyentes antigénicos estructurales no deseados de los microorganismos. También como sólo se incluyen unos pocos componentes en la vacuna, presentan menos competencia antigénica.
Permiten obtener vacunas a partir de patógenos que no se pueden cultivar en el laboratorio, ya que sólo se requiere el material genético. Esto nos supone un bajo coste de producción (debido a la facilidad de la producción de estas) y un aumento de la seguridad, ya que se evitan los riesgos para el personal de producción al no manipular organismos patógenos vivos.
Como son preparaciones purificadas de determinados componentes del microorganismo, nos garantizan la ausencia de contaminación con proteínas extrañas o ácidos nucleicos, y nos ayuda a obtener una menor reactogenicidad. 
Suelen estar basadas en péptidos, proteínas, o polisacáridos que han demostrado contener epítopos protectores (como muchos de los carbohidratos de la superficie celular de bacterias patógenas, por ejemplo, polisacáridos capsulares, que son importantes determinantes antigénicos para el desarrollo de estas vacunas ), y así, al ser compuestos de proteínas solucionan el problema de la falta de inactivación total que se pueden presentar en las vacunas inactivadas convencionales, de la misma manera que las vacunas de deleción o recombinantes resuelven el problema de la posible reversión a la virulencia.
Las vacunas de subunidades o sintéticas presentan menores requisitos de frío que las vacunas convencionales.
Las vacunas conjugadas, a diferencia de las de polisacáridos simples, son inmunógenos desde los primeros meses de la vida, confieren inmunidad a la mayoría de los individuos que las reciben, la inmunidad que inducen es duradera, y generan fenómenos de memoria inmunológica con las revacunaciones.
Pero, la gran ventaja es que al no estar formadas por la totalidad de la estructura del agente infeccioso, es posible diferenciar serológicamente a los animales vacunados de los animales enfermos. Esta particularidad es aún más importante en las vacunas recombinantes, las cuales, al ser vacunas vivas, presentan una mejor respuesta inmune que las de proteínas inactivadas, debido a que expresan el antígeno de forma creciente y más prolongada, con patrones similares a los de las vacunas atenuadas convencionales, y también pueden diferenciarse.

## Desventajas
Presentan un patrón de respuesta similar al de las vacunas inactivadas convencionales, aunque requieren en general más cantidad de antígenos (son más pobres antigénicamente) para inducir respuestas semejantes.
La duración de la inmunidad es generalmente más corta que la de las vacunas vivas. Normalmente hay que administrar varias dosis iniciales y posteriores refuerzos para conseguir una acción completa y prolongada. 
Las proteínas aisladas no estimulan el sistema inmunitario tanto como un microorganismo entero (sólo inducen la respuesta humoral). 
Tienen una antigenicidad relativamente baja. Los anticuerpos producidos contra la vacuna pueden no reconocer las proteínas de superficie del patógeno contra el que se pretendía proteger. Las proteínas obtenidas no son suficientemente activas para que presenten la estructura tridimensional alterada. Para evitarlo se usan hibridomas, que son un híbrido entre la célula tumoral y una de otro tipo determinado. Esto supone una alta concentración de proteína activa, ya que se genera en el interior de una célula viva (no en un laboratorio) y se facilita el hecho de que su estructura sea similar a la real. Asimismo, su crecimiento es rápido y constante gracias a las características tumorales adquiridas por estos hibridomas. De esta manera, se crean epítopos quiméricos que amplían la respuesta inmunitaria.
Algunas veces generan una escasa respuesta inmunitaria. Por este motivo necesitan adyuvantes fuertes y estos, a su vez, inducen reacciones tisulares.
Generalmente las vacunas peptídicas deben ir unidas a transportadores para ser efectivas.
Requiere investigación para identificar qué moléculas son más fáciles de reconocer por el sistema inmunitario.
Las subunidades antigénicas deben purificarse previamente, y la producción de estas vacunas requiere hacer grandes cultivos de los organismos patógenos.